# 山梨県庁舎別館 (旧本館) 及び県議会議事堂
山梨県庁別館（やまなしけんちょうべっかん）は山梨県甲府市丸の内にある山梨県庁の以前の本庁舎、現在の別館であり、山梨県議会議事堂（やまなしけんぎかいぎじどう）は山梨県議会の議場を擁する建築物である。山梨県庁別館と県議会議事堂は、もと甲府城内であった甲府市丸の内の同じ県庁敷地内に、ほぼ同一の工法、素材、様式により建てられ、ともに1930年（昭和5年）3月31日に竣工し、2009年（平成21年）に山梨県の有形文化財の指定を受けている。
1945年（昭和20年）7月7日の甲府空襲で罹災地域にありながら甲府城址に守られて被害を免れ、かつ増築・改修はされているがほぼ原形を保っている建築物でもある。

## 建築
山梨県庁舎別館 (旧本館) 及び県議会議事堂はほぼ同一の工法、素材、様式により建てられている。佐野利器が設計、または何らかの関与をしたと考えられる。山梨近代人物館の展示では、山梨県の建築係が設計を担当し、佐野が指導をしたとしている。

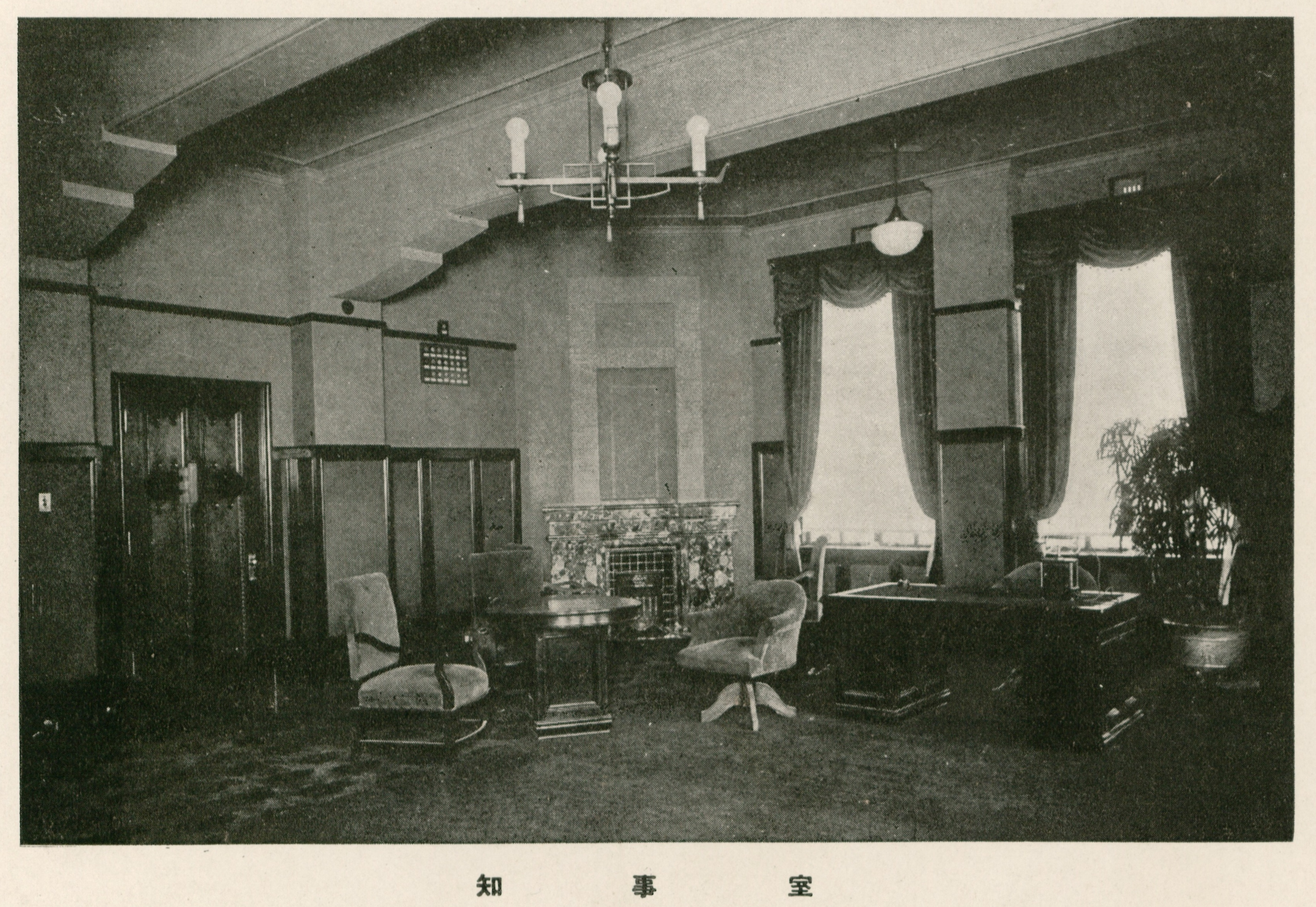
1930年の完成当時の知事室、内装は高島屋が担当した。

庁舎別館は南を正面とし、そのフォルムは、正面から見ても平面においても「山」の字をかたどっている。議事堂は西面し、庁舎別館と議事堂は渡り廊下によって結ばれている。
どちらの建物も外壁は腰部に塩山産の花崗岩または擬石塗、その上部には愛知県産のタイルを張り、軒周りには濃緑色の陶瓦の庇が配される。玄関ポーチにも塩山産の花崗岩が使われ、床は楢板張および大理石張となる。後者の大理石もまた、山梨県内の道志産である。屋根はアスファルト防水の陸屋根、議事堂議場上部は一部濃緑色陶瓦葺きとなる。
外部建具はスチールサッシ、内壁・天井は漆喰塗りのほか、天井コルク吹き付けペンキ塗り穴壁張。室内の装飾については全て髙島屋が担当し、知事室、貴賓室などは豪華に作られた。
工事要覧は建築様式を「東洋味ヲ加ヘタル近世式」としている。『山梨県の近代遺産』は、「左右対称の平面計画、記念性を意識して組積造的な重々しい形式間を表現する縦長の開口部とタイル張りの外装、適度の装飾等」を挙げ、近代化された様式主義建築の特徴が外観によく表れていると評す。『日本近代建築大全』も同様に、「左右対称の外観と縦長の開口部などに重厚さを尊重する形式美が表現されている」とし、当時の技術の粋を尽くして建築されたことをうかがわせると結んでいる。

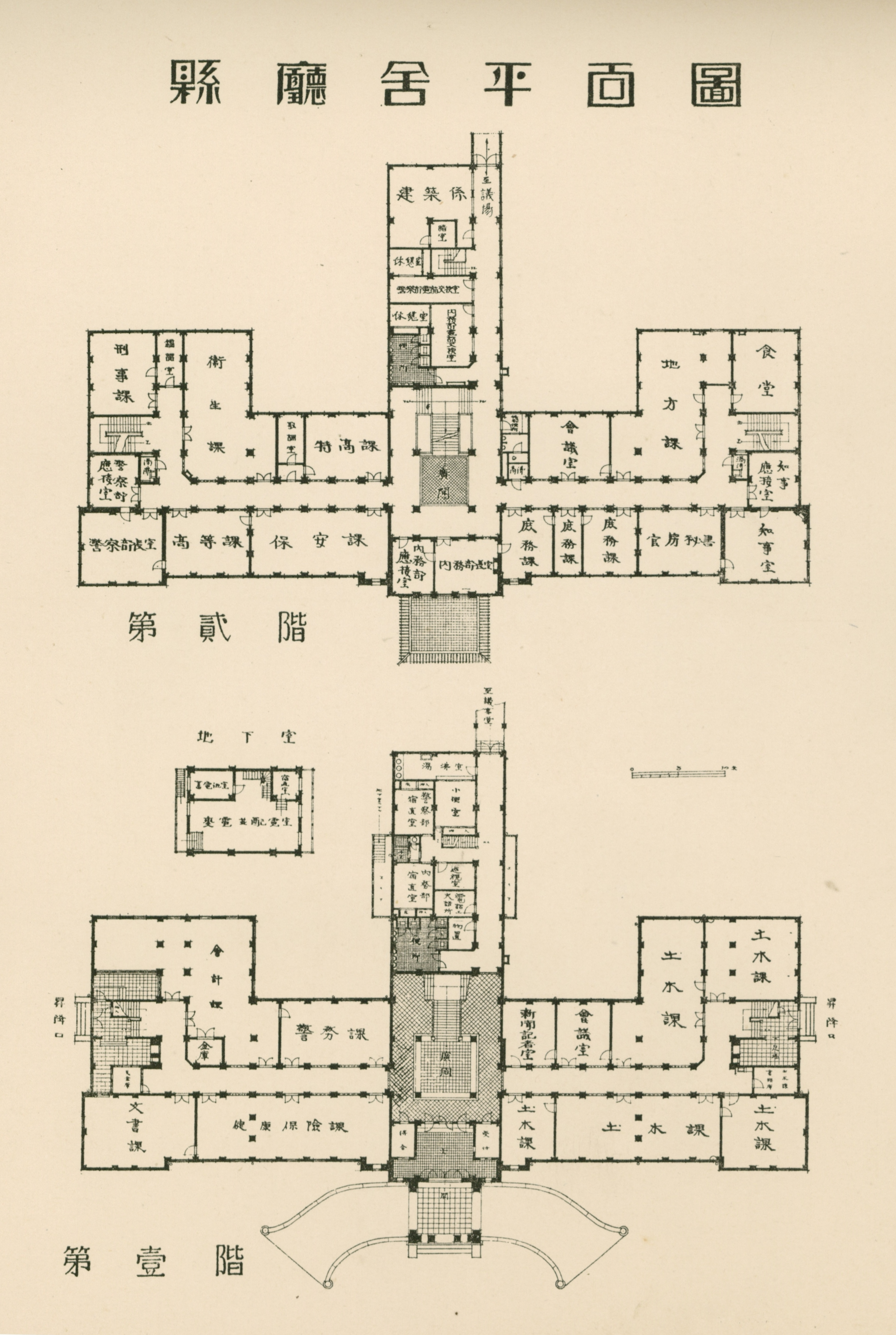
1930年、完成時の山梨県庁庁舎1、2階平面図。山の形を象っていることがわかる。
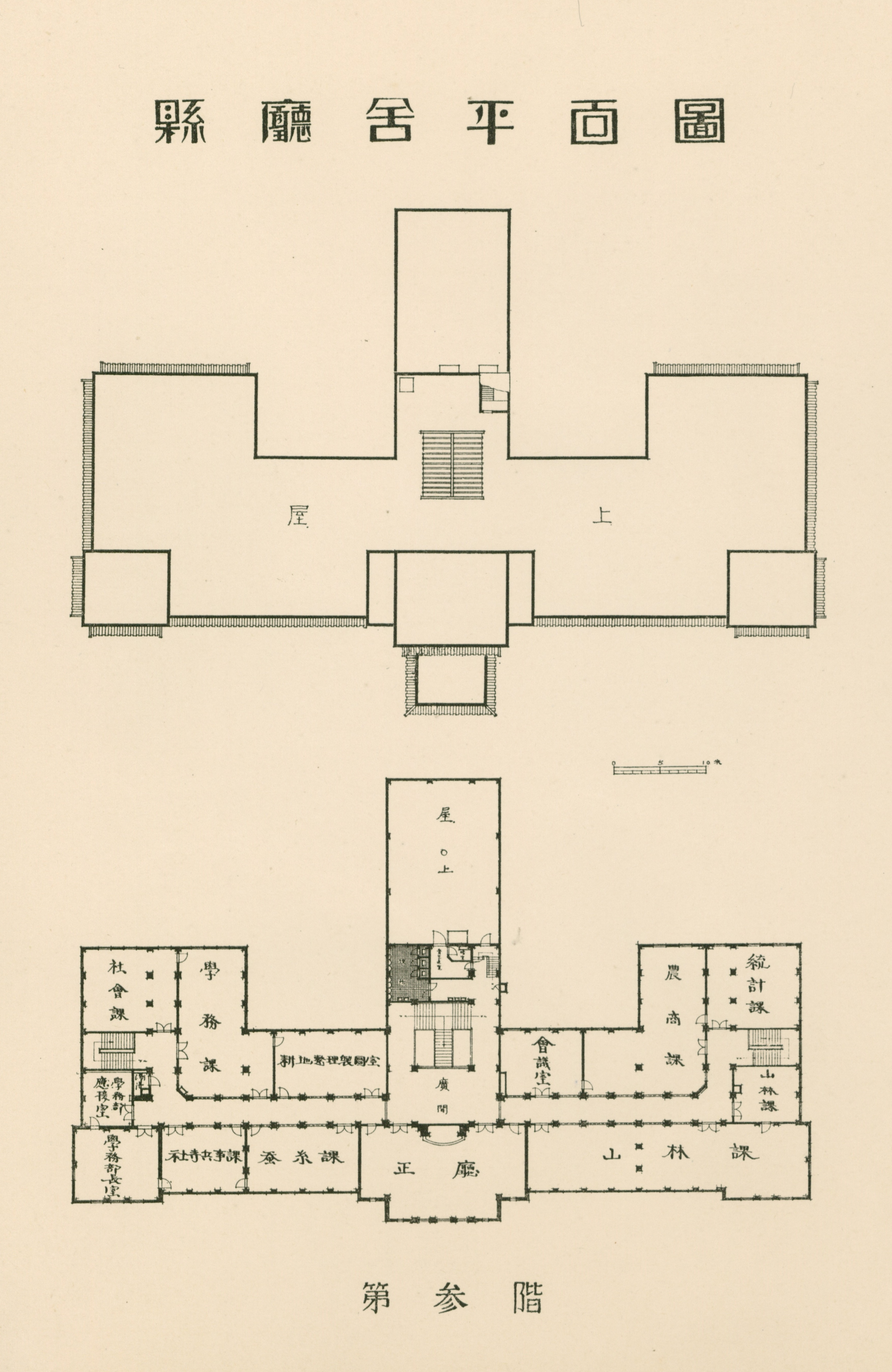
完成当時の山梨県庁庁舎、3階、屋上の平面図。
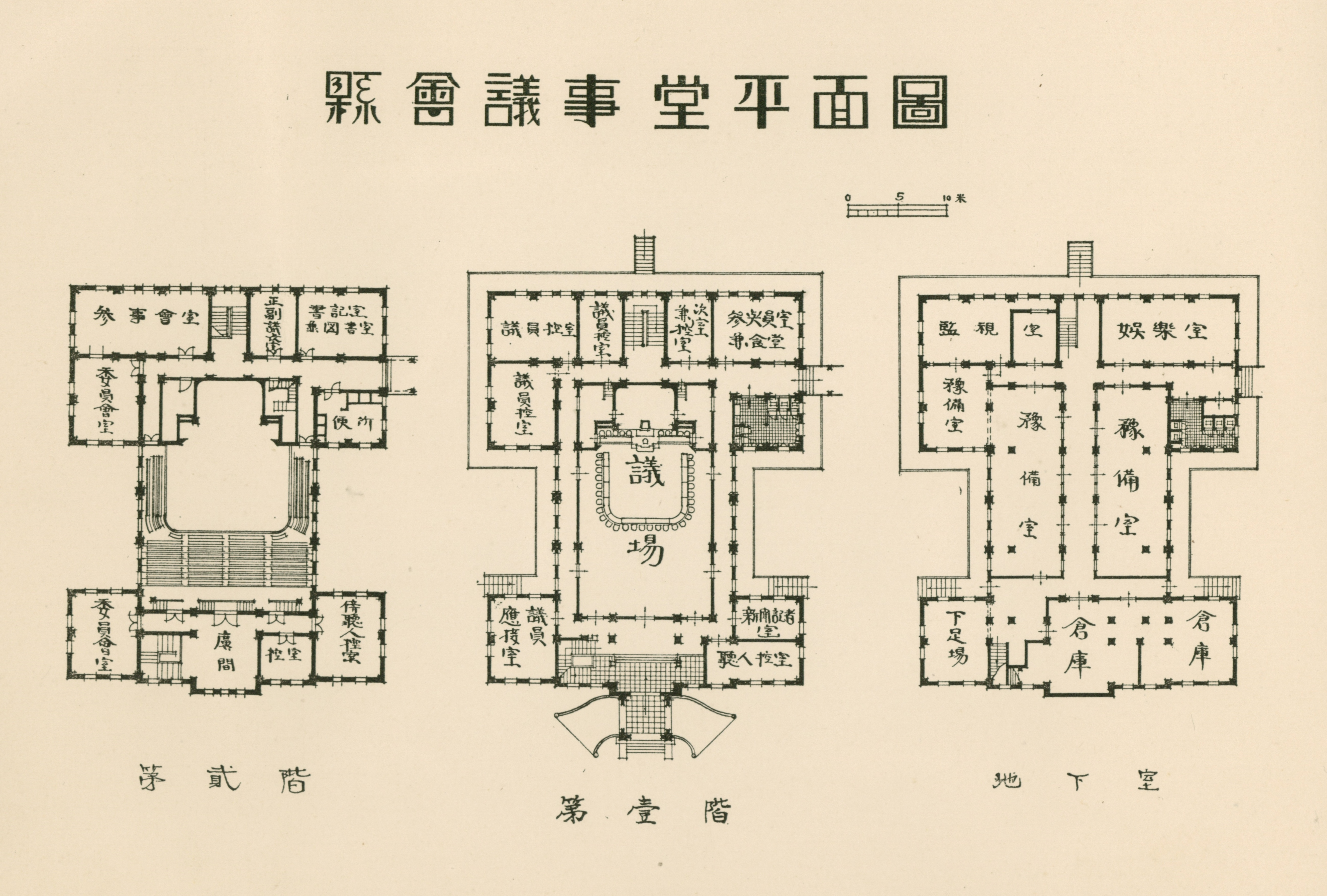
完成当時の山梨県議会議事堂の平面図。

## 沿革

### 起工まで

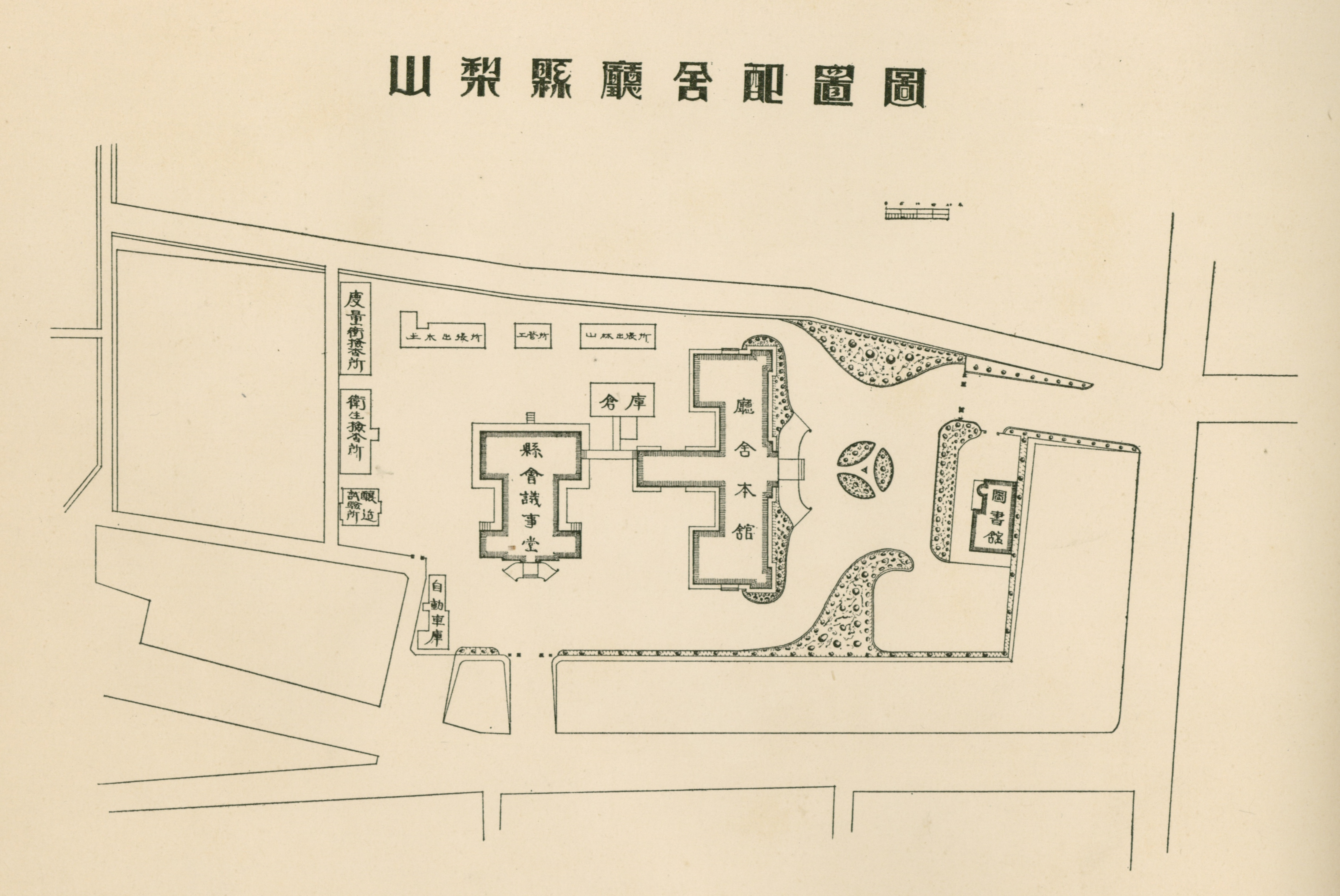
1930年、完成当時の山梨県庁庁舎、県議会議事堂、そして同年に建設された図書館（建設当初は山梨県教育会附属図書館、翌1931年より山梨県立図書館）の敷地内配置図。

初代の山梨県庁庁舎は1874年（明治7年）に当時の藤村紫朗県令によって着工され、1877年（明治10年）11月に竣工した。当時としては斬新なデザインと規模を誇り、ギヤマン堂の異名がつけられた。その後数次にわたって庁舎の増築が行われたものの、県庁の機構が拡大し、更に1923年（大正12年）の郡制廃止に伴って県庁職員が大幅増員となったため、県庁庁舎は手狭となっていた。また建築後50年近くが経過し、建物自体の老朽化も目立つようになり、震災時の危険性が指摘されるようになった。
こうして県庁庁舎の改築が進められることになったが、同時に県議会議事堂の改築を行い、また県庁庁舎、県議会議事堂とともに、1900年（明治33年）に建てられた甲府中学校の移転改築も一緒に行う案が持ち上がった。甲府中学校の定員は1900年当時よりも増加し、中学校校舎も老朽化が目立っており、狭く老朽化した校舎の移転改築が望まれていたのである。そこで狭隘な初代の山梨県庁庁舎と県議会議事堂の敷地から、隣地である甲府中学校の土地への移転を行うとともに、甲府中学校の移転改築を進める計画が進められることになった。
新たに県庁庁舎と県議会議事堂が建設される予定となった甲府中学校の敷地は、もともとは甲府城の城内であった。戊辰戦争時に板垣退助らによって無血開城して廃城になった後、甲府城の敷地内には現在の甲府駅や醸造所などが建てられ、その後、甲府中学校が移転してきた。
当時は深刻な不況下にあったため、当事業に際して新たに起債することや増税で工事費用を賄うことは困難であると判断され、県庁庁舎、県議会議事堂の敷地とともに、他の県有地の売却、更には旧甲府城の堀を埋め立てた上で売却し、旧庁舎で使用された古材までも売却し、また寄付金を募ることによって県庁庁舎、県議会議事堂、中学校の移転改築を進めることになった。
計画が明らかにされると文化財保護の観点から反対意見が出たほか、改築は時期尚早ではないかとの意見も出された。結局、計画が審議された1926年（大正15年）度の県議会では、県民負担の増大を招かないとの条件付きで認める方向となった。県当局は山梨出身の事業家に県庁庁舎、県議会議事堂の敷地、及び他の県有地の売却益が見込みを下回った場合、工事の入札額を県側の予定金額で引き受けるとの内諾を貰い、更に改築に際しての寄付金35万円が得られたことによって、県議会は県庁庁舎、議事堂、中学校の移転改築計画を了承した

### 建設

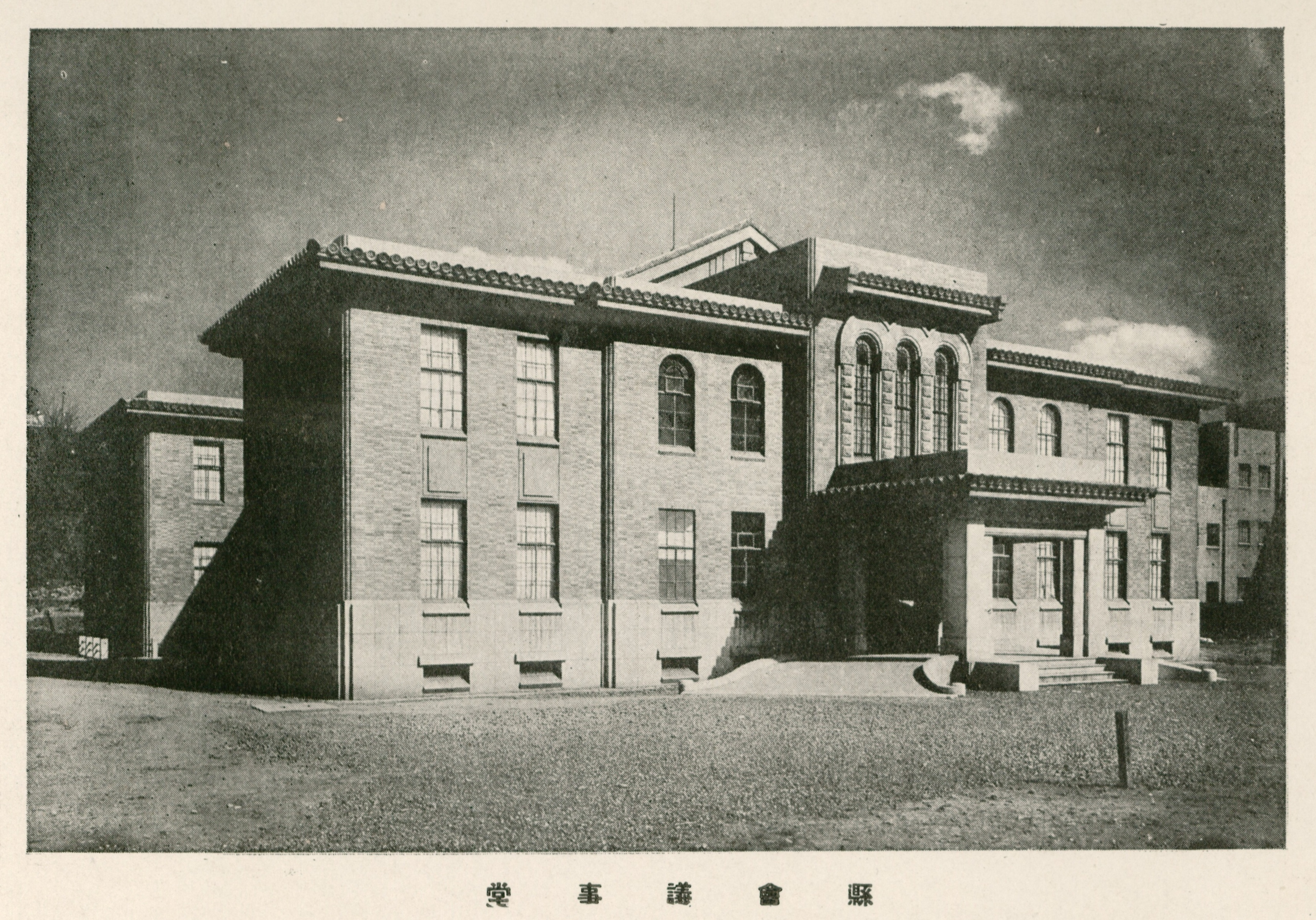
1930年、完成当時の県議会議事堂。

1927年（昭和2年）9月、県庁庁舎と県議会議事堂が起工された。設計は清水組の副社長であった佐野利器であるとされている（前述）。県庁庁舎、県議会議事堂とも鉄筋コンクリート造とし、県庁庁舎は前庁舎と比較して3割以上の職員の執務が可能になるよう規模を拡大し、また県議会議事堂も規模を拡大して議会の各委員会室を備えるようにして、また一般県民も公会堂としても利用できるものとした。
県庁庁舎と県議会議事堂は2年6か月の工期を経て、1930年（昭和5年）3月31日に竣工した。46,500人余りが工事に従事し、山梨県始まって以来の大工事とされた。4月17日には新築なった県議会議事堂で落成式が行われた。落成式には1,500名の参列者が会し、平田紀一県知事の式辞の後に安達謙蔵内務大臣の式辞が代読された。

### 竣工後

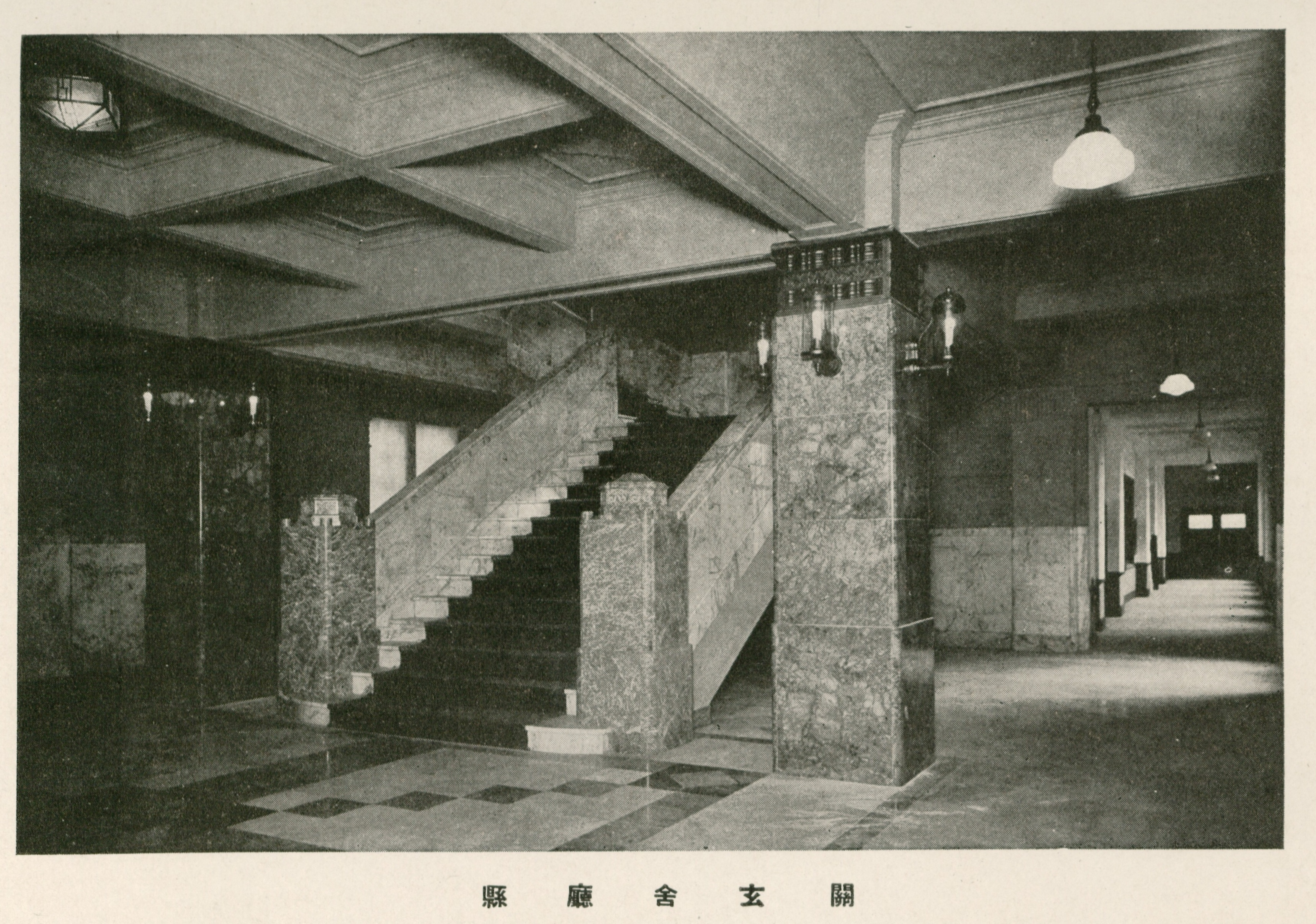
1930年、完成当時の山梨県庁庁舎の玄関。大理石は山梨県の道志産であると伝えられている。

落成式後の18日と19日にかけて、新庁舎で一般人を対象とした県政展覧会が催された。展覧会では県庁の各課が自らの業務について紹介した展示が並べられ、山林課では恩賜林下賜の経緯について、衛生課では日本住血吸虫の展示などがなされた。また新庁舎完成については、県政の発展に資するものであると歓迎する声がある一方、財政難かつ不況下で庶民が苦しむ中での豪華庁舎の建設を非難する意見もあった。
なお、県庁庁舎と県議会議事堂の同一敷地内には、山梨県出身の有力財界人であった根津嘉一郎の資金寄付によって、山梨県教育会附属図書館の建築が行われた。1930年（昭和5年）9月15日に竣工し、10月26日に落成式が行われた山梨県教育会附属図書館は、山梨県教育会から山梨県へ寄付されたことにより、1931年（昭和6年）4月1日より山梨県立図書館となった。
県庁庁舎には正庁、知事室、内務部長室、警察部長室、学務部長室ほか各課事務室などがおかれた。県議会議事堂には議場をはじめ、委員長室、議員控室などが配された。戦時下には県庁の機構が拡充され、庁舎、議事堂とも手狭となり、戦後には議員定数も増加して手狭になった。また、1932年の三浦環リサイタルをはじめ、公会堂として使用され、戦後は集会、演芸会や音楽会に頻繁に用いられた。交通の便もよく、県民に親しまれた。これを好ましく思わない意見も多く、1957年に山梨県民会館が完成したことを受けて、専用のための改装が発議された。

### 議場改装工事
1957年10月11日、9月定例県議会で議場改装工事が議決される。12月12日に着工し、1958年2月27日に竣工、総工費は1,000万円となった。1957年12月の定例会および翌年1月の臨時会は、改装のため県民会館で開会された。1958年2月28日に改装後初の県議会が開かれ、3月8日に竣工祝賀式が挙行された。

### 文化財指定
山梨県庁別館と県議会議事堂はいずれも、2009年に山梨県の有形文化財の指定を受けている。

### 耐震改修工事
山梨県庁別館は2013年から2015年にかけて改装が実施され、2階の部屋には山梨県内の偉人を紹介する「山梨近代人物館」が設けられた。建物の外観は既存の瓦やタイルなどを生かしており、竣工当時と同じ「洗い出し工法」で仕上げられている。またこの瓦には、県章が刻印されている。

## 山梨近代人物館

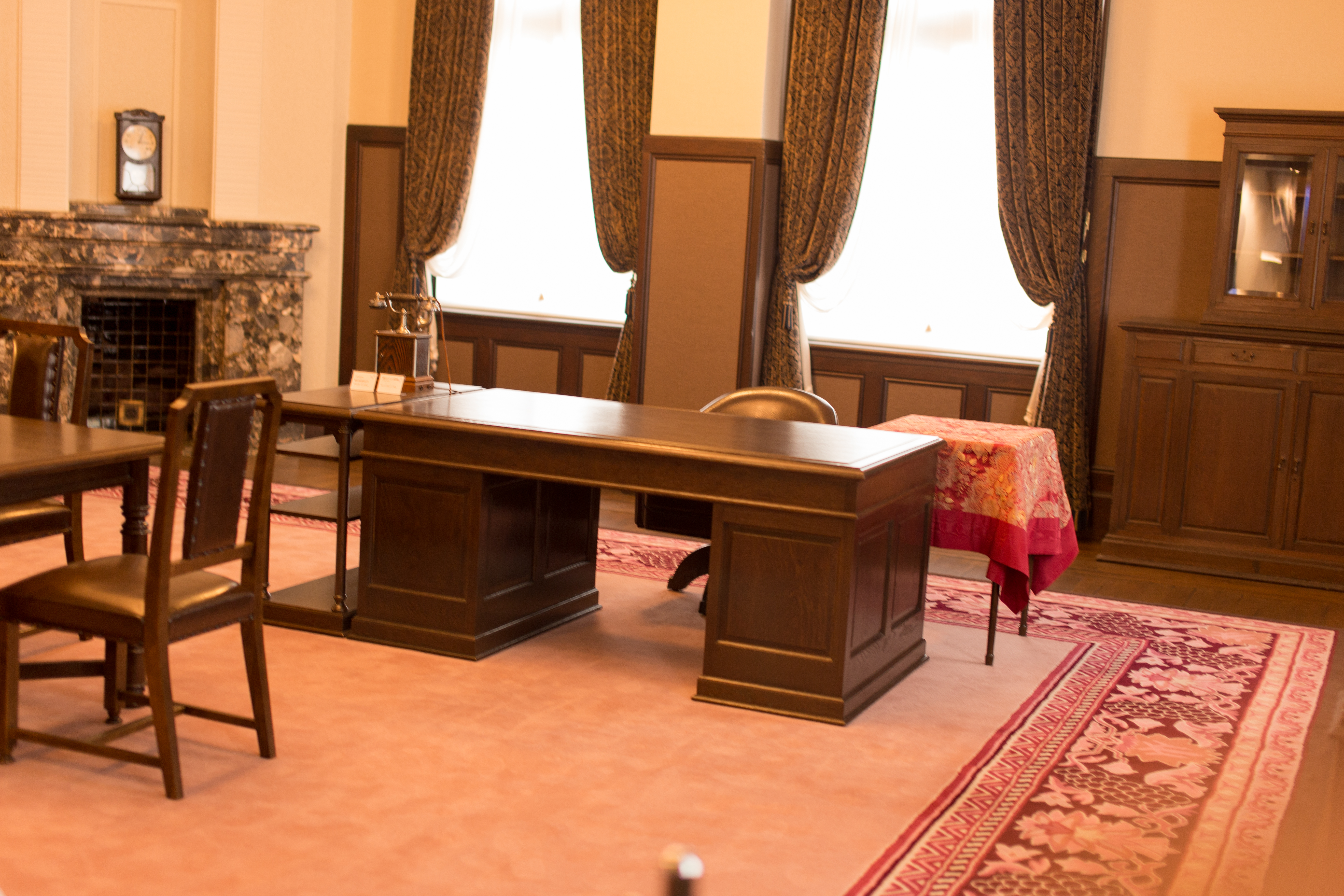
現在の旧知事室。

山梨県庁舎別館内に、山梨ゆかりの人物の功績を紹介する施設として、2015年4月2日に開館した。耐震改修工事にあわせて別館の2階と3階の一部を整備して造られたもので、整備費用には総額2億970万円がかけられた。見学は無料。
展示対象は、概ね明治時代から戦前にかけて、政治、経済、農林、国際交流、学術、教育、芸術など、幅広い分野で活躍した先人たちから50人が選ばれている。子供向けに、山梨の発展に貢献した人物や、山梨県出身で日本国内および日本国外で活躍した人物をわかりやすく解説するコーナーや、山梨の人物を大型モニターとタッチパネルでクイズ形式で学習できる「ふるさと人物伝」も設置されている
2階のメイン展示室では、先述の展示対象の50人のうち9人分の功績や名言がパネル、映像、ゆかりの品などで紹介される。第1回には甲州財閥と近代日本を築いた人物として若尾逸平、根津嘉一郎、小林一三らが紹介されたことをはじめ、半年ごとに随時テーマを変えて展示替えが行なわれている。
2015年8月26日には来館者が1万人を突破し、記念セレモニーが開催された。来館者たちからは、東京タワーの設計を手掛けた人物が山梨出身の内藤多仲だと知っての驚きの声、甲府市民にとって近場の新しいスポットができたことの喜びの声などが聞かれている。来館者は小中学生の団体客や、中高年の個人客が多く、山梨県外から駅の観光案内などをきっかけに訪れる来館者も多い。
山梨の魅力を県内外へ広く発信するための展示物として、竣工当時の内装に再現された旧知事室・旧正庁、県政の歴史を紹介するコーナーも併設されている。旧知事室は、竣工当時の調度品、写真、家具類をもとに、竣工当時の内装が再現されている。旧正庁はかつては特別な行事に用いられていた施設であり、平成以降も様々な行事にも用いられる。公式行事以外では、山梨近代人物館の一部として一般公開される。

## 行政以外での利用
旧本館の外観は、竣工当時とほとんど変わっていないため、大日本帝国陸軍司令本部などとして、テレビドラマや映画の撮影に用いられることも多い。2階には富士の国やまなしフィルム・コミッションとやまなし観光推進機構の事務局がある。別館で撮影された作品には『こちら葛飾区亀有公園前派出所（実写映画版）』、『ジョーカー 許されざる捜査官』、『麒麟の翼 〜劇場版・新参者〜』などがある。
2016年10月のハロウィンでは、甲府で開催された「やまなしハロウィンフェス2016」の一環で、歴史ある県庁別館と最新技術を融合させる試みとして、10月28日から30日までに、別館壁面におばけカボチャなどの映像を投影するプロジェクションマッピングが実施され、参加者たちを楽しませた。
同2016年4月からは、県庁敷地が「オープンガーデンやまなし」として一般開放されると共に、夜間は別館がライトアップされており、このライトアップも多彩な用途に用いられる。同年11月には、山梨県全域をホームタウンとするプロサッカークラブであるヴァンフォーレ甲府のJ1残留を祝い、別館がチームのクラブカラーの青と赤にライトアップされた。また2017年5月にも、自閉症への理解を深めることを目的に、世界自閉症啓発デーと発達障害啓発期間に合せ、世界自閉症啓発デー日本実行委員会が「癒やし」「希望」などを表すシンボルカラーとして青を用いていることから、別館が青色の光でライトアップされた。